# Autoroute D11 (Tchéquie)
L’Autoroute D11 (en tchèque : Dálnice 11), également connue sous le nom d'autoroute de Hradec Králové, est une autoroute tchèque qui va de Prague à Hradec Králové et à Jaromer. 

## Caractéristiques
L'autoroute D11 est longue de 156 km, dont 114,5 km sont en service en 2022. L'autoroute D11 fait partie de la route européenne 67 (E67). À Sedlice, elle traverse l'autoroute D35 en direction d'Olomouc. Une fois achevée, la D11 continuera en passant à Trutnov jusqu'à la frontière polonaise, où elle sera rejointe par la voie rapide S3, qui traverse toute la Pologne occidentale jusqu'à la mer Baltique.

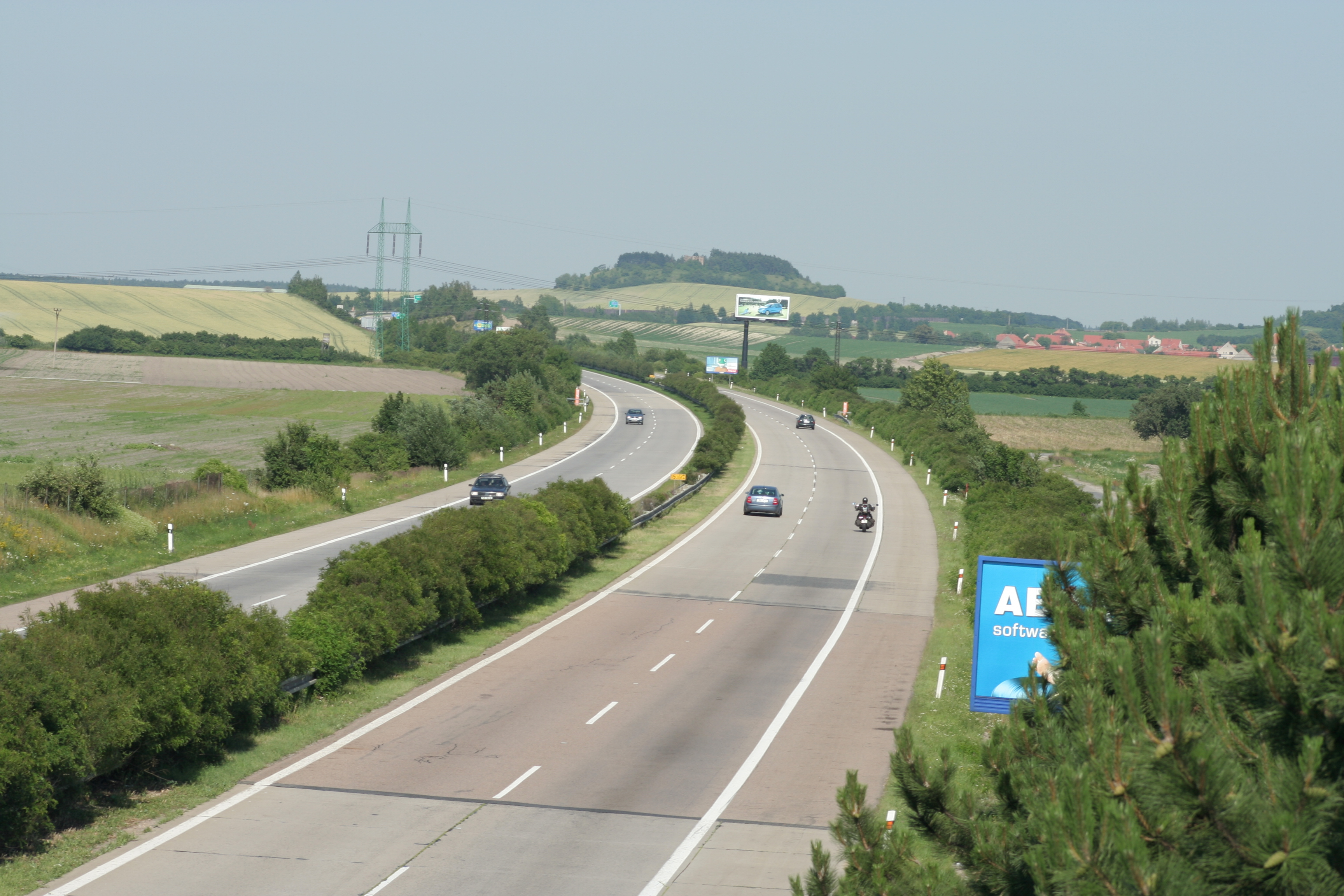
Autoroute D11 à Bříství.

## Historique
L'origine de l'autoroute D11 remonte à 1939 et au projet d'une autoroute qui devait relier Plzeň à Prague et à Hradec Králové. En 1963, elle est incluse dans de nouveaux projets de construction d'autoroutes. La construction du premier tronçon Prague-Jirny, long de 8,3 km, débute en 1978 et s'achève en 1984. Cette section est considérablement plus large que les autres parties de l'autoroute, en prévision d'un futur élargissement. En 1985, l'autoroute est prolongée jusqu'à la sortie de Sadská pour atteindre 26,7 km. En 1990, une section est ajoutée à la sortie Poděbrady-Est (ou Libice nad Cidlinou), située juste après le pont sur l'Elbe. L'autoroute atteint alors 42 km de longueur. Pendant seize ans, les travaux sont arrêtés, notamment en raison de litiges au sujet la réserve naturelle nationale Libický luh.
La construction du tronçon de Poděbrady à Hradec Králové est compliquée : le tronçon Dobšice-Chýšť, long de 16,5 km, qui contourne Chlumec nad Cidlinou, est mis en service en 2005. L'ensemble du tronçon allant de Poděbrady jusqu'avant Hradec Králové est ouverte en 2006. Des litiges fonciers retardent pendant de nombreuses années la construction des quelques kilomètres restants sur un terrain facile jusqu'à la sortie Hradec Králové-Kukleny (PK 90). En 2009, la section de raccordement de l'autoroute D35 Sedlice - Opatovice nad Labem est mise en service, améliorant considérablement les liaisons avec Pardubice et le sud de la région de Hradec Králové. Les deux derniers tronçons ouverts sont Hradec Králové - Smiřice et Smiřice-Jaro.

## Source
- (cs) Cet article est partiellement ou en totalité issu de l’article de Wikipédia en tchèque intitulé « Dálnice D11 » (voir la liste des auteurs).